# 최상현 (1984년)
최상현(崔相賢, 1984년 3월 18일 ~ )은 대한민국의 전직 축구 선수이자 현 지도자로 현재 K리그2 충북 청주 FC의 코치를 맡고 있으며 현역 시절 포지션은 미드필더였다.

## 선수 시절
서귀포중학교, 서귀포고등학교, 연세대학교를 졸업했고 특히 연세대학교 4학년 시절에는 대학 선발팀에도 선발되는 등 좋은 모습을 보였다.
2007년 K리그 드래프트에서 성남 일화 천마에 2순위로 입단하였지만 성남은 그 당시 국가대표급 선수진을 보유했다보니 1군 출장 기회를 부여받지 못했고 결국 2008년까지 2군에만 머물다가 이듬해인 2009년 겨울 이적시장을 통해 대구 FC로 이적했다.
하지만 대구에서도 4경기 교체 출장에 그치면서 대구와 계약이 종료되었고 결국 또 이듬해인 2010년초 내셔널리그 소속 인천 코레일에 몸 담은 뒤 같은 해 여름 곧바로 울산 현대미포조선 돌고래로 이적하여 반년정도를 더 뛰다가 3년만에 선수 생활을 마무리했다.

## 지도자 경력
선수 은퇴 후 청주의 SMC엔지니어링에 입사하여 일과 축구를 병행하다가 2016년 SMC엔지니어링에서 운영하던 청주 FC(통합 전 청주 시티 FC)의 코치로 본격적인 지도자의 길로 들어섰다.
그 후 2021년까지 5년간 청주 FC의 코치 및 수석 코치를 지내다가 2022 시즌을 앞두고 2021년 12월 14일 청주 FC의 감독으로 승격되었다.